# Andrea Freccero
Andrea Freccero (Genova, 4 marzo 1968) è un illustratore e fumettista italiano.

## Carriera e opere

### Esordi e anni novanta
Dopo aver completato gli studi a Genova fino al diploma al liceo artistico nel 1986, entra nello studio di Giovan Battista Carpi, uno dei maestri della scuola italiana della Disney dove apprende le basi del fumetto per poi entrare all’Accademia Disney, dove segue le lezioni di Giorgio Cavazzano.
Dopo aver collaborato a una storie di Carpi nel 1989 esordisce per la Disney Italia sul settimanale Topolino con la storia "Topolino e il grosso caso", scritta da Carlo Panaro e disegna la sua prima copertina nel 1992 per l'albo "Topolino presenta: Qui, Quo, Qua e il soccorso...come si deve" contenente la storia omonima, già pubblicata sul n. 1904 di Topolino e ripubblicata a sé stante per conto della LIPU.; e insieme ad altri autori, la storia promozionale Paperino e il mistero di Lucca, dedicata all'evento fumettistico del Lucca Comics; nello stesso periodo realizza i primi due episodi della saga celebrativa "60 anni insieme con Topolino", pubblicati su un volume speciale dedicato all'omonima mostra del 1993.
Fra le altre opere del periodo disegna su testi di Nino Russo nel 1991, la storia La metamorfosi di un papero, parodia de La metamorfosi di Franz Kafka e nel 1995 la parodia "Paperleon dai scorcia", scritta da ispirandosi al personaggio cinematografico di Brancaleone da Norcia; dei questa realizza nel 1997 un sequel, Paperleone in Oriente, pubblicato sul n. 2150 di Topolino .
In quegli stessi anni collabora con la Disney americana, disegnando un paio di storie per la serie Disney Adventure.

### Anni 2000/2010
Partecipa al progetto editoriale di rilancio del personaggio di Paperinik realizzando diverse storie per la testata PK, grazie alle quali, nel 2003, viene premiato come miglior disegnatore dell’anno; collabora anche alla serie DoubleDuck ideandone in collaborazione con altri autori la caratterizzazione grafica e stilistica. Successivamente si impegna nella realizzazione della serie Star Top, parodia di Star Trek su testi di Bruno Enna. Insieme a Enrico Faccini ha creato il personaggio di Timoteo Piccione, che verrà impiegato in alcune storie di Paperino.
Gli viene affidata la realizzazione della copertina del n. 3000 di Topolino, che riscuote un enorme successo di critica e di vendite; fra le altre copertine realizzate c'è variant celebrativa a “quattro ante” per il n. 3023 presentata a Lucca 2013 e che segna il cambio di editore con il passaggio delle testate Disney alla Panini Comics. Come copertinista, dal 2010 è responsabile della collana I Classici di Walt Disney e, dal 2012, di Paperinik Appgrade oltre a divenire per oltre dieci anni disegnatore ufficiale delle copertine del “Lustiges Taschenbuch”, collana Disney pubblicata in nord Europa da Egmont Ehapa, per il quale realizza anche storie a fumetti e illustrazioni di vario genere. Dal 2013 è il copertinista, assieme a Max Monteduro, della serie Le più belle storie Disney e di Disney - Capolavori della Letteratura. Collabora anche con l’americana IDW che gli affida sempre la realizzazione delle copertine.
Oltre che per la Disney ha altre esperienze con per la Ferrero in qualità di creativo per il marketing, Philips, Rovio (Angry Birds) e Glénat tra le altre.
Nel 2016 la parte creativa di una serie di fumetti per il mercato internazionale, Donald Quest.
Dall'aprile 2019 è supervisore artistico di "Topolino".

## Premi e riconoscimenti
- Premio "Il Pulcinella Bianco di Lele Luzzati” nel 2013;
- Nel 2016, Andrea viene premiato in Portogallo come miglior copertinista dell’anno, grazie alla cover n.1 di Paperink Appgrade.